# Ђорђе Каплановић
Ђорђе Каплановић (Подгорица, 21. март 1995) је српски кошаркаш. Игра на позицији крилног центра.

## Каријера
Каријеру је започео у млађим категоријама ФМП-а где је забележио и прве сениорске минуте. У сезони 2013/14. нарочито се истакао на турниру Купа Кораћа када су у четвртфиналу победили Партизан. Следеће сезоне прелази у први тим Црвене звезде коју углавном проводи као резерва. Прве значајније минуте поново добија на завршном турниру Купа Кораћа у Нишу, где је у победи над екипом Константина учествовао за 5 поена. У августу 2015. раскинуо је уговор са Црвеном звездом.
Наредног месеца потписао је трогодишњи уговор са пољским клубом Асеко Гдиња. Ипак, тамо се задржао само годину дана. У сезони 2016/17. поново је бранио боје ФМП-а. У сезони 2017/18. је играо за ваљевски Металац. У октобру 2018. године прелази у Динамо из Букурешта али се већ децембра исте године вратио у Металац. У марту 2019. године прелази у Фени Индустри. Сезону 2020/21. је почео у Слободи из Тузле, али је напустио клуб након само пет одиграних утакмица у првенству БиХ.

## Успеси

### Клупски
- Црвена звезда:
  - Првенство Србије (1): 2014/15.
  - Јадранска лига (1): 2014/15.
  - Куп Радивоја Кораћа (1): 2015.

### Репрезентативни
- Европско првенство до 20 година:  2014,  2015.